# Хирлацхёле
Хирлацхёле (Hirlatzhöhle) — протяжённая и глубокая пещерная система в Австрии, карстовый массив Дахштайн. Входит в десятку глубочайших пещер планеты и в 20-ку длиннейших. Система имеет 6 входов, три из которых являются сифонами, один вход на труднодоступной скале, поэтому в основном пещера исследуется через один основной вход. С 1971 года пещера является памятником природы.

## История исследований
Исследования ведутся с 1949 года (по другим сведениям с 1927 года).
28 декабря 2011 года в результате соединения с пещерой Брандграбенхёле (сифон пронырнул дайвер Герхард Виммер) протяжённость превысила 100 км.
6 сентября 2018 года Хирлацхёле соединилась с Шмельцвассерхёле, карстовой шахтой глубиной свыше 800 м и протяжённостью 7 км, исследуемой на верхнем плато Дахштайн. В результате глубина пещерной системы возросла до 1560 м. Глубочайшая точка пещеры расположена на 65 м ниже, чем поверхность близлежащего озера Халльштеттер-Зе.

## Происшествия
28 февраля 2016 года 54-летний спелеолог, член немецко-чешской исследовательской группы, сорвался и погиб в 2 км от входа.